# روبينيرول
الروبينيرول –بعض من أسمائه الدولية غير مسجلة الملكية (INN= International Nonproprietary Name) أي الأسماء التجارية: ريكويب (Requip)، ريبريف (Repreve)، رونيرول (Ronirol)، أدارتريل (Adartrel)- هو دواء محاكي للدوبامين (dopamineagonist) ضمن فئة الأدوية اللا-إرغولينية (non-ergoline).
تم تصنيعه بواسطة مجموعة من الشركات: الشركة الدوائية جلاكسو سميث كلاين (GlaxoSmithKline) وسيبلا (Cipla) ومختبرات الدكتور ريدي (Dr. Reddy's Laboratories) وصن للصيدلة (SunPharmaceutical).
يستخدم في علاج مرض باركنسون (Parkinson's disease) ومتلازمة تململ الساقين (restless legs syndrome (RLS)).
يعد الروبينيرول واحداً من ثلاثةِ أدوية تم المصادقة عليها من إدارة الدواء والغذاء (FDA) لعلاج متلازمة تململ الساقين، والاثنان الآخران هما: براميبيكسول (pramipexole) وجابابينتن انكارباريل (gabapentin enacarbil). وقد أدى اكتشاف فائدته في علاج متلازمة تململ الساقين إلى جعله مثال ناجح في تطويع الدواء لاستخدامات أخرى.
انتهت براءة اختراع هذا الدواء في شهر أيار من سنة 2008, وهو الآن متاح كصيغة مكافئة.

## الاستخدامات الطبية
يتم وصف الروبينيرول في الغالب لمرض باركنسون، ومتلازمة تململ الساقين، وخارِجَ السَّبيلِ الهَرَمِيّ (extrapyramidal symptoms). ويمكن لهذا الدواء أيضاً أن يقلل الأعرض الجانبية التي تسببها مثبطات إعادة امتصاص السيروتونين الانتقائية (SSRIs) ، ومتلازمة باركنسون، بالإضافة إلى العجز الجنسي وضعف الانتصاب التي يسببها أي من مضادات الذهان (antipsychotics) أو مثبطات إعادة امتصاص السيروتونين الانتقائية.

## الجرعة
الروبينيرول حسب صيغة الريكويب (Requip) يتوفر بمختلف التحضيرات، تتراوح من (أقراص 0.25 ملِّيجرام) إلى (أقراص 5 ملِّيجرام) والسبب الرئيسي في ذلك هو معايرة الجرعة الدوائية. وهذا يعني أن الشخص الذي يأخد الريكويب يجب أن يتواصل بشكل دوري مع طبيب الرعاية الأولية مع مراعاة مقدار الكمية الفعلية التي يجب أخذها من قِبل المريض.
بالنسبة لمرض باركينسون فإن الحد الأعلى للجرعة الموصى بها هو 24 ملِّيجرام لكل يوم; تُؤخذ على ثلاث جرعات منفصلة خلال اليوم. الحد الأعلى للجرعة الموصى بها من الروبينيرول للأشخاص تحت الاختبار والمصابين بمرض الكلى المزمن يجب أن تُخفض بمقدار 25 بالمائة مقارنةً بالحد الأعلى للجرعة الموصى بها للأشخاص الموضوعين تحت الاختبار والمتمتعين بوظائف الكلى الطبيعية، وهذا التخفيض- بنسبة 25 بالمائة- يُمَثِل جرعة نظامية مباشرة ضمن قوة الأقراص المتاحة مقارنةً بتخفيض 30 بالمائة من الحد الأعلى للجرعة.
أما لمرض تملل الساقين فإن الحد الأعلى للجرعة الموصى بها هو 4 ملِّيجرام لكل يوم; تُؤخد قبل النوم بساعة إلى 3 ساعات، أما عن خضوع الدواء للدراسات السريرية لمدة 52 أسبوعاً فقد كانت الجرعة تكافئ 1.90مغ مرة يومياً قبل ساعة إلى 3 ساعات قبل النوم.

## الخصائص الدوائية
يعمل الروبينيرول كمحاكي للدوبامين على مستقبلات الدوبامين(D2وD3و D4) مع قول ربط أكبر للمستقبل (D2). ويعتبر ضعيف الفعالية على المستقبلات (α2 و5-HT2)، وييعزى القول افتراضياً أن قوة ربطه معدومة مع المستقبلات (5-HT1و GABAو mAChRsو α1 وβ-adrenoreceptors) 
.
يتعرض الروبينيرول لعمليات الأيض بشكل أساسي عن طريق (CYP1A2)- جزء من عائلة السيتوكروم p450(cytochrome P450) -إلى ناتجين أيضيين هما: SK&F-104557 وSK&F-89124, كلاهما يتم التخلص منه عن طريق الكلية، وفي حالة الجرعات العالية تتم عملية الأيض عن طريق (CYP3A4). وفي حال استخدام الجرعات الأعلى من 24 ملِّيجرام من الممكن أن يتم تثبيط ال (CYP2D6), رغم أن هذا قد تم إثباته فقط مخبرياً.

## الأعراض الجانبية
قد يتسبب الروبينيرول بــ: الدوار، الغثيان، الهلوسة، هبوط الضغط الانتصابي(orthostatic hypotension), هجمات من النوم المفاجئ اثناء النهار.
وهناك أعراض غير اعتيادية ترتبط بمحاكيات الدوبامين3(D3) مثل الروبينيرول والبراميبيكسول (pramipexole), وتشمل هذه الأعراض على فرط النشاط الجنسي(hypersexuality), وظهور بعض أنواع السلوك الغير هادفة ((punding, والإقدام على المخاطرة (المراهنة بشكل قصري)(compulsive gambling), وتصيب هذه الأعراض المرضى حتى لو كانوا بدون أي تاريخ سابق لهذه التصرفات.

## الدعاوى القضائية
في تشرين الثاني من سنة 2012 تم أمر شركة جلاكسو سميث كلاين من قِبل محكمة الاستئناف رين (Rennes) بالدفع للفرنسي ديدييه جامبرت (Didier Jambart) مبلغ مقداره 197,000 يورو أي ما يعادل 255,824 دولار، وذلك بسبب ظهور بعض الأعرض التي تشكل خطورة عليه مثل الإفراط في النشاط الجنسي والإفراط في المقامرة (gambled excessively) أثناء تناوله للروبينيرول من الفترة 2003 إلى 2010 إلى أن توقف عن أخذ العلاج لمرضه.

## التصنيع
يبدأ تسلسل تحضير هذا المركب بتغير في تركيب (homologation) الحمض الكربوكسيلي، حيث يتم اختزال الحمض الكربوكسيلي إلى كاربينول بوساطة ثنائي البوران (diborane), ومن ثم تتحول مجموعة الهايدروكسيل لميسيليت (mesylate) بطريقة عادية وثم تستبدل الأخيرة بالسيانيد. تميؤ النتريل (nitrile) الناتج في السيانيد يعطي حمض الأريلاسيتك، ومن ثم يتم نقل كلوريد الحمض من ذلك الحمض (حمض الأريلاسيتك) إلى مجموعة الأميد عن طريق تفاعل ذلك الحمض مع ثنائي بروبيل أمين (dipropylamine). اختزال الأميد بالبوران يكمل تجميع السلسلة الجانبية مع منح مجموعة الأمين. تكثيف الأنيون العابر من إزالة البروتون الخاص بالبنزيليك وأكسالات الإيثيل يعطي سلسلة طويلة من غليوكسيلاتاستر، ثم يدخل هذا الإستر في عملية تصبُّن بهيدروكسيد الصوديوم ثم يتم نزع مجموعة الكربوكسيل منه. يتم هدرجة مجموعة النيتروجين لتعطي أمين عابر. ثم يحدث تكوين حلقي داخل الجزيء للأمين، ويؤدي ذلك لظهور خواص حمضية فعالة لتنتج الإندولون لاكتام (الروبينيرول).